# Маргейт-Сіті (Нью-Джерсі)
Маргейт-Сіті (англ. Margate City) — місто (англ. city) в США, в окрузі Атлантик штату Нью-Джерсі. Населення — 5317 осіб (2020).

## Географія
Маргейт-Сіті розташований за координатами 39°19′51″ пн. ш. 74°30′25″ зх. д. / 39.33083° пн. ш. 74.50694° зх. д. (39.330913, -74.506849).  За даними Бюро перепису населення США в 2010 році місто мало площу 4,22 км², з яких 3,66 км² — суходіл та 0,56 км² — водойми.

### Клімат
| Клімат : Маргейт-Сіті   | Клімат : Маргейт-Сіті | Клімат : Маргейт-Сіті | Клімат : Маргейт-Сіті | Клімат : Маргейт-Сіті | Клімат : Маргейт-Сіті | Клімат : Маргейт-Сіті | Клімат : Маргейт-Сіті | Клімат : Маргейт-Сіті | Клімат : Маргейт-Сіті | Клімат : Маргейт-Сіті | Клімат : Маргейт-Сіті | Клімат : Маргейт-Сіті | Клімат : Маргейт-Сіті |
| Показник                | Січ.                  | Лют.                  | Бер.                  | Квіт.                 | Трав.                 | Черв.                 | Лип.                  | Серп.                 | Вер.                  | Жовт.                 | Лист.                 | Груд.                 | Рік                   |
| Середній максимум, °C   | 5,3                   | 6,3                   | 10,1                  | 15,1                  | 20,2                  | 25,2                  | 27,9                  | 27,3                  | 24,3                  | 18,5                  | 13,4                  | 8,1                   | 16,9                  |
| Середня температура, °C | 1,0                   | 2,1                   | 5,7                   | 10,7                  | 15,8                  | 21,1                  | 23,9                  | 23,4                  | 20,0                  | 14,1                  | 8,9                   | 3,7                   | 12,6                  |
| Середній мінімум, °C    | −3,2                  | −2,2                  | 1,2                   | 6,3                   | 11,5                  | 16,9                  | 20,0                  | 19,4                  | 15,7                  | 9,6                   | 4,5                   | −0,6                  | 8,3                   |
| Норма опадів, мм        | 83                    | 73                    | 106                   | 92                    | 82                    | 75                    | 86                    | 105                   | 78                    | 92                    | 85                    | 99                    | 1057                  |
| Вологість повітря, %    | 68.1                  | 67.0                  | 63.5                  | 64.4                  | 69.3                  | 73.1                  | 73.1                  | 75.1                  | 73.2                  | 71.9                  | 69.8                  | 68.1                  | 69.7                  |
| ----------------------- | --------------------- | --------------------- | --------------------- | --------------------- | --------------------- | --------------------- | --------------------- | --------------------- | --------------------- | --------------------- | --------------------- | --------------------- | --------------------- |
| Джерело: PRISM          |                       |                       |                       |                       |                       |                       |                       |                       |                       |                       |                       |                       |                       |

## Демографія
Згідно з переписом 2010 року, у місті мешкали 6354 особи в 3156 домогосподарствах у складі 1804 родин. Було 7114 помешкання
Расовий склад населення:
| - 96,4 % — білих - 1,0 % — азіатів - 0,7 % — чорних або афроамериканців - 0,1 % — корінних американців |

До двох чи більше рас належало 1,1 %. Частка іспаномовних становила 2,8 % від усіх жителів.
За віковим діапазоном населення розподілялося таким чином: 14,0 % — особи молодші 18 років, 54,3 % — особи у віці 18—64 років, 31,7 % — особи у віці 65 років та старші. Медіана віку мешканця становила 54,9 року. На 100 осіб жіночої статі у місті припадало 88,3 чоловіків;  на 100 жінок у віці від 18 років та старших — 87,1 чоловіків також старших 18 років.
Середній дохід на одне домашнє господарство  становив 101 673 долари США (медіана — 67 138), а середній дохід на одну сім'ю — 140 894 долари (медіана — 104 762). Медіана доходів становила 64 915 доларів для чоловіків та 44 671 долар для жінок. За межею бідності перебувало 9,2 % осіб, у тому числі 6,3 % дітей у віці до 18 років та 8,6 % осіб у віці 65 років та старших.
Цивільне працевлаштоване населення становило 3086 осіб. Основні галузі зайнятості: освіта, охорона здоров'я та соціальна допомога — 27,4 %, мистецтво, розваги та відпочинок — 20,7 %, науковці, спеціалісти, менеджери — 13,9 %, фінанси, страхування та нерухомість — 10,5 %.